# 윤도현
윤도현(尹度玹, 1972년 2월 3일 ~ )은 대한민국의 록 밴드 YB의 보컬이자 뮤지컬 배우, 방송인이다.

## 학력
- 문산초등학교 졸업
- 문산북중학교 졸업
- 문산고등학교 졸업
- 인천전문대학 토목학과 중퇴
- 성공회대학교 신문방송학과 중퇴

## 생애
윤도현은 경기도 파주군 임진면(현 파주시 문산읍)에서 태어나, 동네에서 "세탁소집 아들"로 통했다. 1990년에 문산고등학교를 졸업했으며, 방위병으로 복무했다.
윤도현은 1992년부터 파주 지역 음악 동아리 ‘종이연’을 통해 본격적인 음악 활동을 시작하였다.
1994년에 재학 중이던 인천전문대학 토목학과를 자퇴하고 같은 해 12월에 1집 앨범 《가을 우체국 앞에서》를 발표하면서 솔로 가수로 데뷔하였다. 재미있는 가사와 투박함이 매력적으로 전해졌던 〈“타잔”〉이 눈길을 모았다. 어떤 상황에서도 기죽지 않고 씩씩하게 노래하는 태도는 그때도 지금과 다르지 않았다. 그러나 한창 유행했던 댄스 음악과의 거리만큼이나 대중에게는 한참 떨어진 앨범이었다. 게다가 비슷한 시기 먼저 등장했던 강산에와의 유사함도 별로 도움이 되지 않았다. 그러나 1집이 주목을 받은 건 2000년대였다. 2000년대 들어 윤도현이 부른 발라드 곡들이 사랑을 받았는데, 그 가운데 한 곡이 바로 1집에 수록된 〈“사랑 Two”〉였다.
1996년 2집부터는 1집 녹음에 세션맨으로 참여했던 김진원, 유병열, 박태희와 함께 ‘윤도현 밴드’로 활동하였다. 같은 해 나머지 밴드 구성원들과 함께 영화 《정글 스토리》에 공동 출연했다. 뮤지컬 활동 당시에는 학전 뮤지컬 《개똥이》에 출연한 바 있다.
이후 2002년 FIFA 월드컵의 응원가 '오 필승 코리아'의 가창자로 참여하며 큰 인기를 얻었고, 그의 밴드인 윤도현 밴드는 '국민밴드' 라는 별명을 가지게 되었다. 또한 1994년 1집 발매 당시에는 주목받지 못했던 <사랑 TWO>, <너를 보내고> 가 같은 해 발매된 라이브 앨범에 수록되어 큰 히트를 기록하게 되었고, 월드컵 응원가 <오 필승 코리아>와 <아리랑>, <애국가> 등이 인기를 끌어 2002년 KBS 가요대상에서 청소년 인기 가수상, 2002 MBC 10대 가수 가요제에서 본상을 수상하며 가수 데뷔 8년만에 처음으로 가요 시상식에서 수상하게 되었다. 또한 자신이 진행하던 <두시의 데이트> 로 2002년 MBC 연기대상 최우수 라디오 DJ상을 수상하기도 했다.
2002년 6월 15일 오랫동안 사귀어 왔던 뮤지컬 배우 이미옥과 결혼하였다. 이듬해 수시모집인 문화활동 우수자 전형으로 성공회대학교 신문방송학과에 입학했다.
2005년에는 잠시 밴드 활동을 중단하고 솔로 2집 <Difference>를 발매했는데, 타이틀 곡 <사랑했나봐> 가 당시 인기 애니메이션 짱구는 못말려에 배경음악으로 삽입되면서 큰 인기를 얻어, 지상파 음악방송에서 6관왕을 차지하였다. <사랑했나봐>의 히트로 2005 MBC 10대 가수 가요제에서 10대 가수로 선정되었으나, 윤도현은 시상식에 불참하였고 수상은 결국 취소되었다. <사랑했나봐>는 2005년 멜론 연간차트 3위, 2000년대 시대별 차트 3위를 차지하였으며 싸이월드 배경음악 누적판매 순위 역대 2위를 기록하였다.
2002년 4월부터 2008년 11월까지 KBS 2TV 심야 음악 프로그램인 《윤도현의 러브레터》를 진행했는데, ‘윤도현의 러브레터’에서 윤도현이 6년 이상을 더 진행할 수 있었음에도 불구하고 돌연 하차한 것과, 윤도현이 하차한지 얼마 안 됐을 때(불과 1년 후) 《스타 골든벨》에서 갑작스럽게 하차한 김제동에 대해서는 외부에서 압력을 받았기 때문이 아니냐라는 의혹이 제기돼 한때 논란을 빚기도 한 적이 있었다.
그 후 2년 뒤인 2010년 10월부터 MBC FM4U 가을 개편부터 두시의 데이트를 진행했다. 윤도현은 이전에도 2000년 10월부터 2003년 4월까지 두시의 데이트 진행을 맡았던 바 있다. 그러나 이듬해인 2011년 10월에 갑자기 하차했는데, 이에 관해서도 잠시 정치적 외압 작용을 제기하는 여론이 생기기도 했다. 이후에는 라디오계를 한동안 떠나 있다가, 2022년 5월 30일부터 MBC FM4U에서 오후의 발견의 후속으로 오후 4시에 방송하는 "4시엔 윤도현입니다"를 통해 라디오에 복귀했다.
2011년 3월부터는 Mnet에서 《윤도현의 MUST》를 목요일 밤 11시부터 새벽 12시 30분까지 진행하고 2012년부터는 일요일 밤 9시부터 진행하였다.
2023년 8월 10일 새벽에 본인의 SNS를 통해 2021년부터 3년 동안 희귀암의 일종인 위말트림프종으로 투병을 해 왔으며, 며칠 전 완치함을 밝혔다. 그러나 2024년 9월에 DJ 자리에서 하차했다.

## 일화
- 무명 시절의 윤도현이 일하던 밤무대 업소의 사장이, 윤도현과 음색이 비슷한 강산에의 노래를 라디오에서 듣고 '왜 음반 냈다고 말하지 않았느냐', '라디오에서 나온 노래 좋던데 그거나 하라'라는 등의 소리를 했다고 한다.[1]

- 신인 시절 윤도현은 김광석의 공연에 고정 게스트로 출연하며 활동을 이어갔다. 윤도현이 20대 초반 활동했던 음악그룹 종이연의 리더 김현성이 이등병의 편지의 작곡가였고 윤도현은 보컬로서 이 노래를 공연에서 부르다, 김광석이 리메이크 후 발매해 히트를 치게 된 것이다. 김광석은 생전 윤도현의 가능성을 높게 평가하며 음악 작업에도 큰 도움을 주었다. 김광석은 1996년 사망하였고 윤도현은 이후 그의 추모앨범과 추모콘서트에 정기적으로 참여하고 있다.

- 신해철은 윤도현이 출연한 영화 정글스토리에 김창완과 함께 음악 프로듀서를 맡았고 앨범 커버에 '앞으로 크게 될 윤도현' 이라고 적으며 그에 대한 칭찬을 아끼지 않았다. 2006년 발매된 넥스트의 5.5집 <Regame>에서 윤도현은 수록곡 날아라 병아리의 하모니카 인트로를 직접 불었다. 2014년 10월 신해철이 의식불명이 된 후 직접 병원을 찾아갔으며, 사망한 후에는 빈소를 지키며 발인식 날까지 상주역할을 했다. 윤도현은 사망 이틀 후인 10월 29일 한밤의 TV연예 생방송에 출연하여 "일어날 줄 알았다" 며 눈물을 보이기도 했다.

- 김C는 윤도현과 무명시절부터 함께 음악을 했다. 김C라는 예명도 김C와 윤도현이 서로를 '김씨' '윤씨'라고 부르는 것에서 유래한 것이다.

- 2000년 멤버 불화로 YB가 일시 해체한 후에는 음악을 접고 파주에서 개 분양 사업에 몸을 담았었다.

## 비판
YB가 상업적으로 타협했다는 지적에 대해서 윤도현은 "원래 상업적으로 나가려고 했던 밴드이며 그것이 잘 되지 않아 인디에서 7년 동안 활동했던 것"이라고 반박했다. 윤도현은 2005년에 낳은 딸도 락을 했으면 좋겠다고 생각한다.

## 음반 목록

### 정규 앨범
- 가을 우체국 앞에서 (1994년 12월)
- Difference (2005년 4월 29일)

### 싱글
- 당신이 만든 날씨 (2013년)
- 널 부르는 노래 (2018년)

### EP
- Harmony (2009년)
- 노래하는 윤도현 (2014년)[주 1]

### OST
- 타잔 OST (1999년) - 한국어더빙 오리지널 사운드트랙
- 모범택시 OST (2021년)
- 신비아파트: 고스트볼Z 어둠의 퇴마사 OST - 운명의 시간 (2021년)

### 기타 앨범
- 종이연 1집 - 가을 우체국 앞에서 (1994년)

### 참여 앨범
- 우리사랑하는 동안 2 (2007년)
- 《아랑사또전》 OST Part 2 (2012년)
- 《전설의 주먹》 스페셜 OST (2013년)
- 《소원》 OST (2013년)
- 《덕수리 오형제》 OST (2014년)
- 《가면》 OST (2014년)
- 그 날(with 악퉁)[9] - (2014년 5월 22일)
- 《비밀의 숲》 (2017년 9월 13일)

## 가요 프로그램 1위
| 연도             | 수상 내역 (총 11회) |
| ---------------- | --- |
| 2005년 (총 11회) | - 사랑했나봐 (총 11회) - 6월 4일 KMTV 《쇼 뮤직탱크》 1위 - 6월 11일 KMTV 《쇼 뮤직탱크》 1위 (2주 연속) - 6월 11일 MBC 《생방송 음악캠프》 1위 - 6월 18일 KMTV 《쇼 뮤직탱크》 1위 (3주 연속) - 6월 23일 M.net 《엠카운트다운》 1위 - 6월 25일 KMTV 《쇼 뮤직탱크》 1위 (4주 연속) - 6월 25일 MBC 《생방송 음악캠프》 1위 - 6월 26일 SBS 《인기가요》 뮤티즌송 - 7월 2일 KMTV 《쇼 뮤직탱크》 1위 (5주 연속 최강자) - 7월 2일 MBC 《생방송 음악캠프》 1위 - 7월 9일 MBC 《생방송 음악캠프》 1위 (4주 연속) |

## 기타 시상식
- 2002년 MBC 연기대상 라디오 부문 최우수상
- 2022년 MBC 방송연예대상 라디오 부문 남자 우수상

## 뮤지컬 활동
- 학전 록뮤지컬 개똥이 (1995년) - 개똥이 역
- 지저스 크라이스트 수퍼스타 (1997년) - 유다 역
- 하드록 카페 (1998년) - 강주 역
- 헤드윅 (2009년) - 헤드윅 역
- 광화문 연가 (2011년~2012년) - 과거의 상훈 역
- 지저스 크라이스트 수퍼스타 (2013년) - 유다 역
- 원스 (2014년~2015년) - 가이 역
- 헤드윅 뉴메이크업 (2016년) - 헤드윅 역
- 원더티켓 (2020년) - 풍백 역
- 원더티켓 - 수호나무가 있는 마을 (2021년) - 풍백 역
- 원더티켓 - 수호나무의 부활 (2022년) - 풍백 역

## 음악 외 활동

### 방송
- 1996년 KBS2 《가족오락관》
- 1998년 KBS2 《체험 삶의 현장》
- 2000년 KBS2 《TV는 사랑을 싣고》
- 2000년 11월 ~ 2003년 4월 6일, 2010년 ~ 2011년 MBC FM4U 《두시의 데이트》
- 2002년 ~ 2008년 KBS2 《윤도현의 러브 레터》
- 2003년 MBC 《한뼘드라마》
- 2004년 SBS 《일요일이 좋다》
- 2005년~2006년 KBS2 ID
- 2007년 KBS 쿨FM 《윤도현의 뮤직쇼》
- 2010년 올'리브 《It City 윤도현의 PAPA&GiRL in London》
- 2011년 MBC 《나는 가수다 시즌 1》
- 2011년 엠넷 《윤도현의 MUST》
- 2011년 MBC 《커버댄스페스티벌 k-pop 로드쇼 40120》
- 2011년 SBS 《정글의 법칙》- 내레이션
- 2012년 SBS 《한밤의 TV연예》
- 2012년 SBS 《K팝스타》
- 2014년 JTBC 《학교 다녀오겠습니다》
- 2015년 MBC 《애니멀즈》
- 2015년 JTBC 《김제동의 톡투유 - 걱정 말아요! 그대》
- 2016년 SBS 《보컬 전쟁: 신의 목소리》
- 2016년 MBC 《마이 리틀 텔레비전》
- 2016년 tvN 《노래의 탄생》
- 2017년 JTBC 《비긴어게인》
- 2018년 tvN 《인생술집》
- 2020년 SBS Plus 《나의 음악쌤,밍글라바》
- 2020년 KBS2 《트롯 전국체전》 - MC
- 2021년 KBS1 《다큐On - 윤도현 정유민의 화성습지 탐사 2부작》 - 출연, 내레이션
- 2021년 TVN Story 《불꽃미남》
- 2021년 JTBC • 디스커버리채
널 코리아  《싱어게인2》
- 2021년 투니버스 《신비아파트 고스트볼Z: 어둠의 퇴마사, 귀도퇴마사 OST - 운명의 시간》
- 2022년 5월 18일 KBS광주 《5·18 특집 다큐 - 3공수, 42년만의 증언록》 - 내레이션
- 2022년 5월 30일~현재 :MBC FM4U 《4시엔 윤도현입니다》 DJ
- 2023년 9월 27일 tvN 《유 퀴즈 온 더 블럭》 - 게스트로 출연
- 2023년 10월 29일 KBS2 《지구 위 블랙박스》 - 출연

### 드라마
- 2012년 MBC 《아랑사또전》 - 사또 역
- 2021년 SBS 《모범택시》 - 윤 기사 역 (특별출연)
- 2023년 tvN 《반짝이는 워터멜론》 - 어른 윤동진 역 (특별출연)

### 광고
- 해태제과 - 자유시간 (1997년)
- 예신퍼슨스 마루 (2002년) (2005년 조승우와 공동 출연)
- 동아제약 - 판피린 허브 (2004년)
- 하이트진로 - 하이트 프라임 (2003년)
- 전자랜드 (2008년)
- 팬택 - 팬택 앤 큐리텔 (2003년)
- 삼양식품 - 맛있는 라면 (2007년) (남규리, 김제동과 공동 출연)
- 현대건설 - 힐스테이트 (2006년) (고소영, 임권택감독과 공동 출연)
- SK텔레콤 (2002년, 2006년)
- 영화 《소셜네트워크》(2010년)
- 동원F&B - 동원 양반김 (2011년)
- 해태아이스 - 부라보콘 (2011년)
- 하이트진로 - 참이슬 (2011년)
- 비자 인터내셔날 아시아퍼시픽 코리아 - 비자카드 (2011년)
- ABC 마트 (2011년)
- 홈플러스 (2012년)
- 재능교육 (노래) (2015년)
- 카카오뱅크 (2017년)
- 쉐보레 (내레이션) (2018년)

## 가수 윤도현의 관계
- 이용과 김태원과 조규찬과 김경호랑 배기성과 엄정화랑 이소라랑 이은미랑 신효범과 관계다.

## 같이 보기
- YB (밴드)

### 내용주
1. ↑  참고로 이 앨범으로 윤도현은 2014년 10월 2일부터 10월 19일까지 학전블루 소극장에서 '노래하는 윤도현'이라는 제목으로 소극장 콘서트를 했다.

### 참조주
1. 1 2  “중앙방송 Q채널 "꿈꾸는 사람들의 바이오그래피" YB편”.
2. ↑  어린 시절에 그가 직접 만든 자작곡이었다.
3. ↑  “〈3040 일과 꿈〉 윤도현/아직도 '월드컵 가수'?”. 동아일보. 2003년 5월 28일.
4. ↑  “가수 윤도현 성공회대 수시합격”. 동아일보. 2002년 12월 4일.
5. ↑  “TV3사 음악프로 붕어빵?”. 헤럴드경제. 2006년 5월 18일.
6. ↑  김제동-윤도현 소속사 대표 '정치적 입김 받았나?'[깨진 링크(과거 내용 찾기)] - 소비자가 만드는 신문
7. ↑  윤도현, 암투병 중에도 자리 지켰는데… 라디오 DJ 하차 - 이데일리
8. ↑  《황금어장》<무릎팍도사> 2007년 1월 31일
9. ↑  윤도현, 밴드 악퉁과 콜라보 ‘그날’ 음원 공개 “가사 직접 입혀 곡 완성”